# Musculus masseter
De musculus masseter of wangkauwspier is een van de kauwspieren en is ervoor om de mond en de onderkaak mee te sluiten. De musculus masseter loopt evenwijdig met de musculus pterygoideus medialis, maar is veel sterker.
De musculus masseter is verdeeld in een oppervlakkig deel, Latijn: pars superficialis musculi masseteris, en een diep deel, Latijn: pars profunda musculi masseteris. De vezels van het oppervlakkige deel verlopen schuin. Het diepe deel ontspringt met loodrechte vezels aan het binnenvlak van de processus zygomaticus van het slaapbeen en ook van de fascia temporalis. De musculus masseter wordt geïnnerveerd door de nervus massetericus en de nervus mandibularis.

## Klinische relevantie
De spier kan bij patiënten die tandenknarsen, bruxisme, of bij mensen die constant kauwen worden vergroot. Deze masseter hypertrofie is meestal asymptomatisch en komt meestal bilateraal voor, maar het kan ook aan één kant voorkomen. Door de toename in spiermassa, kan het gezicht een zekere asymmetrie tonen. Deze toestand kan in de kliniek worden verward met ziekte van de oorspeekselklier, tandinfecties en maxillofaciale neoplasmen.

## Kauwspieren
De mens heeft vier kauwspieren.
- Musculus masseter
- Musculus pterygoideus lateralis
- Musculus pterygoideus medialis
- Musculus temporalis